# Che m'è 'mparato a fa'
Che m'è 'mparato a fa' è una canzone in lingua napoletana scritta nel 1956 da Armando Trovajoli e Dino Verde per Sofia Loren. Pubblicata nel 45 giri Che m'è 'mparato a fa/Tin Afto rimase in vetta alle classifiche di vendita del 1957 per oltre un mese.
Tra le altre interpretazioni di questa canzone quelle di Roberto Murolo, Bruno Martino, Claudio Villa, Jula de Palma e Mina.